# 12091 Jesmalmquist
12091 Jesmalmquist è un asteroide della fascia principale. Scoperto nel 1998, presenta un'orbita caratterizzata da un semiasse maggiore pari a 2,4538874 au e da un'eccentricità di 0,1062891, inclinata di 5,87051° rispetto all'eclittica.
L'asteroide è dedicato alla studentessa statunitense Jessica Lea Malmquist.